# جيرالد تيننباوم
جيرالد تيننباوم (بالفرنسية: Gérald Tenenbaum)‏‏ (1 أبريل 1952 في نانسي - )؛ رياضياتي، وروائي، وكاتب من فرنسا.